# Беловац
Беловац (на сръбски: Бјеловац) е село в Република Сръбска (Босна и Херцеговина), част от община Братунац. Населението на селото през 2013 година е 201 души.